# Sergio Arrau
Sergio Arrau Castillo (Santiago de Chile, 18 de abril de 1928-Lima, 26 de setiembre de 2017) fue un dramaturgo, director y pedagogo de teatro destacado por su aporte al desarrollo de la teoría teatral y por la formación de cinco generaciones de actores peruanos.

## Biografía
Sergio Arrau nació el 18 de abril en Santiago de Chile. Su padre, Eduardo Arrau Alliende, era un destacado arquitecto. Su madre, Carmen Castillo, provenía de una familia campesina.
De niño mantuvo siempre un interés especial por las letras y un rechazo por las matemáticas. Terminó sus estudios satisfactoriamente en el Liceo Alemán de Santiago, institución educativa a cargo de los Misioneros del Verbo Divino.

### Años de Formación
Tras culminar el colegio, Arrau inició estudios de Arquitectura en la Universidad Católica de Chile. Sin embargo, su rechazo a las matemáticas hizo que probara mejor suerte en la Facultad de Derecho, la cual también lo desilusionó. Fue en estos años que Arrau tuvo su primer encuentro casual con el teatro, al ver, para guarecerse de la lluvia, un montaje de Seis personajes en busca de autor, de Luigi Pirandello. El joven Arrau quedó fascinado con esta puesta y fue internándose en el mundo teatral hasta integrar la primera promoción de la Escuela de Teatro de la Universidad de Chile, su alma mater. Fue aquí que Arrau descubrió su vocación por la dirección teatral y la dramaturgia. Estudió Actuación y posteriormente dirección entre los años 1949 y 1953.
La primera obra dramática de Arrau ("Más allá de las montañas azules") fue escrita también en este periodo. Si bien fue escrita como parte de una asignatura, provocó en Arrau el interés por la escritura. De forma paralela, Arrau realizó y completó estudios de pedagogía en historia y geografía en el Instituto Pedagógico de la Universidad de Chile.

### Arribo a Perú
Sergio Arrau llegó al Perú en barco en 1953, como parte de un intercambio teatral entre la Escuela Nacional Superior de Arte Dramático de Perú (entonces ENAE) y la Escuela de Teatro de la Universidad de Chile. En 1954 fue contratado como profesor de actuación por el entonces director de la ENAE, Guillermo Ugarte Chamorro. Tuvo a su cargo cursos de actuación, teoría teatral, historia del teatro, dirección e historia del arte hasta 1968. También trabajó como profesor de historia universal en el Colegio Nacional Melitón Carvajal en el mismo periodo de tiempo.
Realizó numerosos montajes como parte del Teatro Universitario de San Marcos e Histrión, del cual fue además miembro fundador. En 1968, Arrau dirigió Marat-Sade, de Peter Weiss. Este montaje fue considerado un hito en la historia del teatro peruano.

### Golpe de Estado en Perú
En 1968 se produjo el golpe de Estado del general EP Juan Velasco Alvarado. La inestable situación y tirantez de las relaciones internacionales entre el gobierno militar peruano y Chile con visos de inminente conflicto armado, provocó que Arrau fuera cesado mediante una Resolución sin señalar argumentos para el despido. Se trataba de un chileno que trabajaba con nombramiento en una institución del Estado. La inmediatez y severidad del acto causó un gran impacto en la vida de Arrau, quien decidió volver a Chile.

### Regreso a Chile
Entre 1968 y 1973, Arrau radicó en Chile. Trabajó estrechamente con los partidarios del partido político Unidad Popular (UP) durante la campaña política de Salvador Allende. Arrau viajó a través del territorio chileno escribiendo y montando obras teatrales de marcado espíritu socialista. Arrau mismo denominaría a este periodo de su obra dramática como "teatro upeliento". A este periodo corresponden obras como "Un tal Manuel Rodríguez" y "Lisístrata González". La campaña culminó con la elección democrática de Allende como Presidente de la República de Chile en 1970. Entre 1970 y 1973, Arrau se desempeñó como profesor de instrucción teatral en la Escuela de Teatro de la Universidad de Chile.

### Golpe de Estado en Chile
El golpe de Estado de Augusto Pinochet en 1973 marcó la segunda vez que Arrau debía salir del país por el ascenso de una dictadura militar, pues corría peligro debido a su apoyo directo en la campaña electoral de Unidad Popular, así como su parentesco con Salvador Allende. Arrau pasó los siguientes dos años dictando talleres teatrales en varios países latinoamericanos.

### Regreso a Perú
En 1975, un nuevo golpe de Estado acabó con el mandato de Velasco en Perú. Arrau regresó a este país y se reincorporó como profesor de la Escuela Nacional Superior de Arte Dramático, en calidad de contratado. Trabajó también como profesor en el Club de Teatro de Lima y el Teatro de la Universidad Católica del Perú. En 2017 recibió la distinción de Personalidad Meritoria de la Cultura, otorgada por el Ministerio de Cultura de la República del Perú.

## Obra

### Estilo
Arrau hacía gran uso del humor en su producción dramática, especialmente para abordar temas serios en tono de sátira. El humor es precisamente el ingrediente fundamental de todo el universo dramático arrauciano. Mención aparte merece su teatro histórico, como "La libertadora del libertador" y "Tríptico de Túpac Amaru", donde Arrau aplica su preparación como profesor de Historia y Geografía, además de extensas referencias bibliográficas, para retratar relatos históricos llenos de ficción, así como relatos ficticios llenos de historia. Arrau mismo señala que la imaginación tiene tanta importancia como el hecho puntual.

### Obras como autor
Arrau es autor de más de 50 obras teatrales, muchas de ellas representadas. Algunas obras, como "La multa", "Bodas de plata", "Secretario de Estado" y "Harakiri", han sido representadas en múltiples países.
Entre sus obras premiadas destacan:
- “Lisístrata González” (1971); Primer Premio en el “Concurso Nacional de Obras Teatrales” de la Universidad de Concepción y Recomendación de Casa de las Américas, Cuba.
- “Entre ratas y gorriones” (1981); Primer Premio en el “Concurso Andrés Bello” de Venezuela.
- “Los móviles” (1983); Primer Premio en el “Concurso Andrés Bello” de Venezuela.
- “El Rey de la Araucanía” (1983); Primer Premio en el “Concurso Nacional de Dramaturgia”.
- “Santa María del Salitre” (1985); Primer Premio del Concurso “Eugenio Dittborn” de la Pontificia Universidad Católica de Chile.
- “El hambre de Pedro” o “Corónica de las muchas vicisitudes acaecidas a Pedro Sarmiento de Gamboa, Gobernador del Estrecho de Magallanes” (1989); Primer Premio del Concurso “Eugenio Dittborn” de la Pontificia Universidad Católica de Chile.
- “Lleno de Ruido y Furia” (2000); Primer Premio del Concurso “Enrique Solari Swayne” del Teatro Nacional del Perú.

### Obras como director
Como director de teatro, Arrau realizó numerosos montajes. Entre ellos destacan los realizados como integrante del Teatro Universitario de San Marcos (“La vida es sueño” de Calderón de la Barca, “Ña Catita” de Manuel Ascencio Segura, “Rinoceronte” de Ionesco, “La noche de los asesinos” de José Triana, entre muchas otras) e Histrión, Teatro de Arte (“Marat-Sade” de Peter Weiss, “Seis personajes en busca de Autor” de Pirandello y “El alcalde de Zalamea” de Calderón de la Barca). 